# Belomorsky (huyện)
Huyện Belomorsky (tiếng Nga: ? райо́н) là một huyện hành chính tự quản (raion), của Cộng hòa Karelia, Nga. Huyện có diện tích 12955 kilômét vuông. Trung tâm của huyện đóng ở Belomorsk.